# John Carteret, 2:e earl Granville
John Carteret, 2:e earl Granville, född den 22 april 1690 i Westminster, död den 22 januari 1763 i Bath, var en engelsk statsman.
I motsats till familjetraditionerna var Carteret redan från början anhängare av huset Hannover och stod alltid väl med Georg II. Därtill bidrog även hans kunskaper i tyska. År 1719 blev Carteret extraordinarie ambassadör i Sverige och genomdrev med löften och mutor både Bremen-Verdens avträdande till Hannover samt de svenska frederna med Preussen och Danmark. Hans diplomatiska skicklighet fick Sverige att nöja sig med tämligen vaga löften i gengäld mot sina avträdelser, och den utlovade engelska hjälpen mot den ryska flottan blev föga verkningsfull. 
År 1721 blev Carteret statssekreterare, men kom snart i konflikt med Robert Walpole, som inte tålde någon medtävlare om makten och såg sig hotad av Carteret. Efter hårda intriger avlägsnades Carteret som lordlöjtnant till Irland, där han stannade några år, och blev förhållandevis omtyckt av irländarna. Därefter bedrev Carteret i överhuset en häftig opposition mot Walpole, som slutligen 1742 blev framgångsrik. 
Han fick nu åter titel av statssekreterare, och hade stor del i beslutet att understödja Maria Teresia i österrikiska tronföljdskriget. Carteret kom att beskyllas av bland andra William Pitt den äldre för att bara gynna kungens hannoveranska politik och måste till kungens missnöje 1744 avgå. År 1746 fick Carteret uppdrag att bilda ministär; den varade dock endast 48 timmar. Från 1751 och fram till sin död var han president i Privy council, dock utan att utöva något större inflytande.
Carteret har ansetts som begåvad och kunskapsrik, och en av sin tids främsta talare, men oberäknelig och tämligen begiven på alkohol. Hans förkärlek för en stark kungamakt och förakt för den allmänna meningen gjorde honom mindre populär i bredare kretsar, och utgjorde ett stort hinder i hans karriär.